# Колочеп (Дубровник)
Колочеп је насељено место у саставу града Дубровника, на острву Колочепу, Дубровачко-неретванска жупанија, Република Хрватска.

## Географске карактеристике
Насеље се састоји од два засеока Горње и Доње Чело, која се налазе у два мања залива на супротним странама острва, са дугим пешчаним и шљунковитим плажама. Имена су добила према положају у односу на сунце: Горње Чело је на југоистоку (сунце иде горе), а Доње Чело на северозападу (сунце иде доле).
Доње Чело се налази у заливу који је високим гребеном заштићен од буре. Залив има дубину 5 до 8 метара, са дном које је обрасло морском травом. У околини се налазе дуге пешчане плаже и парк са разним врстама суптропске флоре. У Доњем Челу је мала лука са два пристаништа (мола за везивање бродова). На дужем пристаништу се налази светионик који шаље бели светлосни сигнал у размаку од три секунде. У поморским картама светионик је обележен као B Bl 3s. Горње Чело се налази у истоименом мањем заливу дубине до 2,5 метара, који је изложен бури. Привреда у насељу је неразвијена, а становништо се бави туризмом и риболовом.

## Историја
До територијалне реорганизације у Хрватској налазио се у саставу старе општине Дубровник.

## Становништво
На попису становништва 2011. године, Колочеп је имао 163 становника.
| Број становника по пописима | Број становника по пописима | Број становника по пописима | Број становника по пописима | Број становника по пописима | Број становника по пописима | Број становника по пописима | Број становника по пописима | Број становника по пописима | Број становника по пописима | Број становника по пописима | Број становника по пописима | Број становника по пописима | Број становника по пописима | Број становника по пописима | Број становника по пописима |
| --------------------------- | --------------------------- | --------------------------- | --------------------------- | --------------------------- | --------------------------- | --------------------------- | --------------------------- | --------------------------- | --------------------------- | --------------------------- | --------------------------- | --------------------------- | --------------------------- | --------------------------- | --------------------------- |
| 1857                        | 1869                        | 1880                        | 1890                        | 1900                        | 1910                        | 1921                        | 1931                        | 1948                        | 1953                        | 1961                        | 1971                        | 1981                        | 1991                        | 2001                        | 2011                        |
| 405                         | 328                         | 346                         | 281                         | 210                         | 237                         | 218                         | 225                         | 251                         | 269                         | 243                         | 207                         | 144                         | 148                         | 174                         | 163                         |

Напомена: У 1857. насеље Колочеп је исказано под именом Колећеп, а 1880. под именом Калоћеп. Од 1857. до 1971. садржи податке за бивша насеља Горње Чело и Доње Чело која су 1880, 1900, 1910. и 1948. исказивана као насеља.

### Попис1991.
На попису становништва 1991. године, насељено место Колочеп је имало 148 становника, следећег националног састава:
| Попис 1991.‍  | Попис 1991.‍  | Попис 1991.‍ | Попис 1991.‍ | Попис 1991.‍ |
| ------------ | ------------ | ----------- | ----------- | ----------- |
|              |              |             |             |             |
| Хрвати       | Хрвати       |             | 139         | 93,91%      |
| Чеси         | Чеси         |             | 1           | 0,67%       |
| неопредељени | неопредељени |             | 4           | 2,70%       |
| непознато    | непознато    |             | 4           | 2,70%       |
| укупно: 148  |              |             |             |             |